# Bruno-René Huchez
Bruno-René Huchez (Arràs, 2 d'octubre del 1943 - París, 24 de maig del 2016) va ser un productor i guionista francès de pel·lícules d'animació, que són recordades amb un sentiment de nostàlgia, barrejada amb la por dels infants en la dècada de 1980. És el creador i guionista de la historieta Clémentine. Una molt greu malaltia quan era jove el va tenir al llit durant molt de temps i la seva mare li explicava contes per animar-lo. Ma morir el 24 de maig de 2016 amb 72 anys a París.

## Biografia
Nascut a Arràs el 1943 al si d'una família aristocràtica, en la qual els seus germans, germanes, cosins i cosines fan brillants estudis, BRH és afectat d'una greu malaltia, que el clava al llit llargs mesos en detriment dels seus estudis. Apassionat per l'imaginari de les novel·les d'aventures i dels dibuixos animats, devora els contes i llegendes del món sencer, cosa que tindrà influència en la continuació de la seva carrera.
Després d'estudis de gestió i alguns anys passats a l'Àfrica, entra a la societat Marubeni, empresa japonesa de importació i exportació, responsable del servei « Recerca i Desenvolupament ». Els seus objectius són trobar, ja sigui productes francesos a exportar a Àsia, ja sigui productes asiàtics a distribuir en el mercat francès o europeu. És així com descobreix UFO Robot Grendizer, més conegut amb el nom de Goldorak. És el detonant per a BRH. Convençut de l'èxit d'aquesta sèrie a les pantalles europees, coneix Tōei animation, productor de la sèrie i adquireix els drets de difusió, ja que TOEI no exportava els seus productes i que el mercat europeu estava reservat als Estats Units. Amb aquest impuls, crea IDDH l'any 1977, una societat de gestió de drets audiovisuals.

### L'èxit de Goldorak
BRH dobla els dibuixos animats i esdevé distribuïdor exclusiu de Goldorak a diversos països d'Europa, entre els quals França, Itàlia o Alemanya. A partir de 1978, la sèrie trastoca les tarda dels nens, esdevenint instantàniament un fenomen: Goldorak esdevé l'heroi preferit de milions d'europeus. La llegenda Goldorak havia nascut. Paral·lelament, a Espanya, Mazinger (nom genèric donat a la trilogia de manga consagrada als robots gegants Mazinger, Great Mazinger i Goldorak), reemplaça l'heroi Goldorak. Com a l'anècdota, el nom de Goldorak hi hauria estar trobat per Jacques Canestrier, antic director comercial de la societat de producció Telcia, i alguns actors que posaven la seva veu a l'heroi: es tractaria de la contracció de « Goldfinger » i « Mandrake », que va donar Goldrake i finalment Goldorak. l'any 1978, BRH obté tots els drets sobre tots els noms (Actarus, Alcor, Venusia, etc.) de la sèrie.
Nombroses altres sèries d'animació com Capità Flam, Candy, San Ku Kai, Albator o Cobra la van seguir. L'èxit és considerable i els drets derivats són molt importants. Les primeres joguines derivades tretes de les sèries « IDDH » importades a Europa, eren de marca « POPY », produïdes sota llicència de la TOEI. A continuació, Mattel, Bandei i Hasbro aprofitaran des de mitjans dels anys 1980 aquest mercat.
A anotar que Popy va ser comprada per Bandei l'any 1980, i Popy va ser la primera marca de joguines a poder comercialitzar el « Goldorak » oficial entre totes les falsificacions o bootlegs… – i que aquesta llicència encara és mantinguda per Bandei l'any 2012 pel Goldorak Grendizer Soul of Chogokin.

### De distribuïdor a productor
Encadenant els èxits, BRH decideix produir la seva pròpia emissió juvenil. Serà Amuse 3 el 1988, un programa consagrat als nens, difós el diumenge al vespre de 18 a 20 a FR3. A partir dels anys 1980, BRH decideix produir les seves sèries ell mateix… No faltant-li imaginació, proposa a Jacqueline Joubert, llavors presentadora, productora i directora dels programes juvenils a Antena 2, una història inspirada en la seva infantesa: Clémentine difosa a Antena 2 a partir de 1985. Seguiran moltes sèries d'animació: Denver, l'últim dinosaure, Retorn cap al futur, Tortugues Ninja, Fantasma 2040, etc., la producció franco-americana del qual amb les " majors " va ser iniciada per un dels principals col·laboradors de IDDH, Pierre Métais, que rep l'European Licensing Award per a Tortugues Ninja, i qui serà després el distribuidor de Pokemon a França i el productor i director de les sèries d'animació Quasimodo, i de Tristan i Iseult, la llegenda oblidada difoses per France Televisions.
La producció de Denver, l'últim dinosaure amb World Events Producció, autèntic èxit planetari i del qual la realització torna a Bahram Rohani, fa d'IDDH la primera societat francesa de producció a Europa. Després de Denver, l'últim dinosaure, BRH enllaça els èxits amb Marianne 1ere, Draculito, mon saigneur, Bucky O'Hare... contre els Krapos !, La llegenda de Príncep valent o Michel Strogoff.

### Dificultats financeres
Després de problemes financers, en part pel balanç de La Cinq, BRH cedeix el seu catàleg que pertany d'aleshores endavant a Europa Images, però arriba a acabar la producció de diverses sèries llavors en curs gràcies a M6. Però en va haver prou per recuperar els diners perduts i IDDH fa fallida el 1999.
Als anys 2000, Alexandre, el fill de BRH, crea Rouge Citron Production , societat especialitzada en la producció de les obres audiovisuals i la distribució tant a la televisió com en DVD. BRH escriu guions, sobretot el llargmetratge Michel Strogoff, presentat a l'Stade de France. Obté els « Llorers del Senat » l'any 2006 (cerimònia molt esperada pels professionals de l'audiovisual que premien els millors periodistes, productors, presentadors).
BRH ha aconseguit a fer vibrar tota una generació a través d'aquestes sèries avui esdevingudes de culte. Ha contribuït a la introducció de la cultura japonesa a Europa de tota una « generació manga ».
BRH mor el 24 de maig de 2016 a París.

## Filmografia
- Clémentine (sèrie de televisió, 1985)
- Moi Renart (1986)
- L'Enfant bleu (1987)
- Molierissimo(1988)
- Lucky Luke (sèrie de televisió, 1988)
- Denver, le dernier dinosaure(1988)
- Tortues Ninja(1989)
- Marianne 1a(1990)
- La Famille Glady (1991)
- Draculito, mon saigneur (1991)
- Bucky O’Hare… contre les Krapos ! (1991)
- La Légende de Prince Vaillant (1992)
- Retour vers le futur (1992)
- Barnyard commandos(1993)
- Fantome 2040(1994)
- Les Mille et une nuits(1996)
- Michel Strogoff (sèrie de televisió, 1998)